# Wenno
Wenno est un chevalier allemand, premier grand-maître de l'ordre des Chevaliers Porte-Glaive, de leur création en 1204 à sa mort en 1209. Il construit en 1207 les châteaux de Wenden, Segewold (Sigulda) et Ascheraden en Lettonie. En 1209, il conquiert la ville de Koknese. Il est assassiné la même année à Riga, avec le chapelain de l'Ordre, par le chevalier Wikbert von Soes ; Volkwin lui succède à son poste.